# General Federation of Women's Clubs

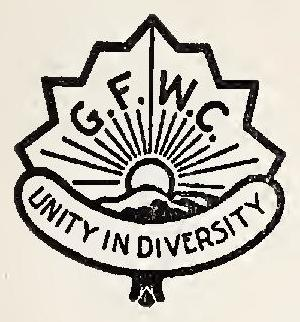
Logga för organisationen år 1902

General Federation of Women's Clubs (GFWC) är en amerikansk kvinnoorganisation, grundad 1890.
Det är en paraplyorganisation för omkring 3000 lokala kvinnoklubbar och verkar för samhällsförbättring genom frivilligarbete.